# Odprto prvenstvo Francije 1994
Odprto prvenstvo Francije 1994 je teniški turnir za Grand Slam, ki je med 23. majem in 5. junijem 1994 potekal v Parizu.

## Moški posamično
Sergi Bruguera :  Alberto Berasategui, 6–3, 7–5, 2–6, 6–1

## Ženske posamično
Arantxa Sánchez Vicario :  Mary Pierce, 6–4, 6–4

## Moške dvojice
Byron Black /  Jonathan Stark :  Jan Apell /  Jonas Björkman, 6–4, 7–6

## Ženske  dvojice
Gigi Fernández /  Natalija Zverjeva :  Lindsay Davenport /  Lisa Raymond, 6–2, 6–2

## Mešane dvojice
Kristie Boogert /  Menno Oosting :  Larisa Savčenko-Neiland /  Andrej Olhovski, 7–5, 3–6, 7–5